# Antowain Smith
Antowain Drurell Smith (Millbrook, 6 gennaio 1975) è un ex giocatore di football americano statunitense che ha militato nel ruolo di running back nella National Football League.

## Biografia
Dopo avere giocato al college a football all'Università di Houston, Smith fu scelto come 23º assoluto nel Draft NFL 1997 dai Buffalo Bills. Nella sua stagione da rookie corse 840 yard e 8 touchdown. La successiva ne corse 1.124 yard, con altre otto marcature. Nel 1999 scese a 614 yard ma nel primo turno di playoff contro i Tennessee Titans corse 79 yard e 2 touchdown, anche se la sua squadra alla fine uscì sconfitta. Uscito dalle grazie dello staff degli allenatori, nel 2000 Smith corse solamente 354 yard e 3 TD.
L'anno successivo Smith visse una nuova giovinezza dopo avere firmato coi New England Patriots. Corse 1.157 yard e 12 touchdown nella stagione regolare e altre 204 yard complessivamente nei playoff, andando a vincere il Super Bowl XXXVI. Nel 2003 scese a 683 yard corse ma fu ancora il miglior corridore della squadra, andando a vincere a fine anno il suo secondo anello.
Smith si passò ai Titans nel 2004 dove corse 509 yard, nell'unica stagione in carriera in cui non disputò nessuna gara da cento yard corse. Le ultime stagioni le disputò con New Orleans Saints (2005) e Houston Texans (2006, senza mai scendere in campo).

## Palmarès
- Super Bowl : 2

New England Patriots: XXXVI, XVIII
- American Football Conference Championship: 3

New England Patriots: 2001, 2003

## Statistiche
| Yard corse | 6.881 |
| Touchdown  | 54    |